# Hans Zimmer
Hans Florian Zimmer (tyskt uttal: [ˈhans ˈfloːʁi̯aːn ˈtsɪmɐ]), född 12 september 1957 i Frankfurt am Main, är en tysk filmmusikkompositör.
Zimmer är berömd för bland annat musiken till filmer som Rain Man, Thelma & Louise, Livet från den ljusa sidan (As Good As It Gets), Lejonkungen, Pirates of the Caribbean, Rött hav, The Rock, Gladiator, Mission: Impossible II, Pearl Harbor, Black Hawk Down, Den siste samurajen, The Dark Knight-trilogin, King Arthur, True Romance, Inception, Interstellar och Dune. Han har även komponerat musik till datorspel, bland annat spelen Call of Duty: Modern Warfare 2 och Beyond Two Souls.
Zimmer belönades med en Oscar 1995 för musiken till filmen Lejonkungen. Han medverkade också i skapandet av musiken till scenmusikalen med samma namn. Han har förutom Lejonkungen och Dunkirk blivit nominerad till 8 Oscar, bland annat för filmmusiken till Inception, Interstellar och Gladiator. Han delade även en Golden Globe för Gladiator med sångerskan Lisa Gerrard. Zimmer fick sin andra Oscar 2022 för musiken i Dune.  
I december 2010 tilldelades Zimmer en egen stjärna på Hollywood Walk of Fame, som han dedikerade till sin publicist och nära vän Ronni Chasen efter att hon månaden innan skjutits till döds i Beverly Hills.
Zimmer gästade Skandinavien för första gången den 18 maj 2017, när den världsomspännande turnén "Hans Zimmer Live on Tour" nådde Stockholms Globen. Konsertens innehåll återges i sin helhet i "Hans Zimmer: Live in Prague", som gavs ut i oktober/november 2017 på CD, DVD och Blu-ray. Mellan den 13 februari och den 12 april 2022 ska Zimmer åter turnera genom Europa, "Hans Zimmer Live – Europe Tour 2021", där turnén besöker Globen den 20 februari.

## Filmografi (i urval)
- 1987 – Den siste kejsaren (Musikproducent)
- 1988 – Rain Man
- 1989 – Black Rain
- 1989 – På väg med miss Daisy
- 1990 – Lovligt byte
- 1990 – Days of Thunder
- 1990 – Gifta på låtsas
- 1991 – Eldstorm
- 1991 – Thelma & Louise
- 1991 – Fallet Henry
- 1992 – Ensam är stark
- 1992 – Tjejligan
- 1992 – Toys
- 1993 – Kodnamn: Nina
- 1993 – Vad pojkar vill ha
- 1993 – True Romance
- 1993 – Cool Runnings
- 1993 – Andarnas hus
- 1994 – Lejonkungen
- 1994 – Drop Zone
- 1995 – Rött hav
- 1995 – Skugga över Rangoon
- 1995 – Nio månader
- 1995 – Alla talar om Grace
- 1996 – Broken Arrow
- 1996 – The Rock (Med Nick Glennie-Smith)
- 1996 – The Fan
- 1996 – Preacher's Wife
- 1996 – Fredsmäklaren
- 1997 – Livet från den ljusa sidan
- 1998 – Prinsen av Egypten
- 1998 – Den tunna röda linjen
- 2000 – The Critic (TV-serie)
- 2000 – Vägen till El Dorado (Med John Powell)
- 2000 – Gladiator (Med Lisa Gerrard)
- 2000 – Mission: Impossible 2
- 2000 – Pearl Harbor
- 2001 – Löftet
- 2001 – Hannibal
- 2001 – Pojkarna i mitt liv
- 2001 – Black Hawk Down
- 2002 – Spirit - Hästen från vildmarken
- 2002 – The Ring
- 2003 – Tears of the Sun
- 2003 – Matchstick Men
- 2003 – Pirates of the Caribbean: Svarta Pärlans förbannelse (Musikproducent)
- 2003 – Den siste samurajen
- 2003 – Galen i kärlek
- 2004 – King Arthur
- 2004 – Thunderbirds
- 2004 – Hajar som hajar
- 2004 – Spanglish
- 2005 – Blood+ (TV-serie) (Musikproducent)
- 2005 – Madagaskar
- 2005 – Batman Begins (Med James Newton Howard)
- 2005 – The Weather Man
- 2006 – Da Vinci-koden
- 2006 – The Holiday
- 2006 – Pirates of the Caribbean: Död mans kista
- 2007 – Pirates of the Caribbean: Vid världens ände
- 2007 – The Simpsons: Filmen (Med David A. Stewart)
- 2008 – Kung Fu Panda
- 2008 – The Dark Knight (med James Newton Howard)
- 2008 – Frost/Nixon
- 2008 – Madagaskar 2
- 2009 – It's Complicated
- 2009 – Änglar och demoner
- 2009 – Call of Duty: Modern Warfare 2 (dataspel)
- 2009 – Sherlock Holmes
- 2010 – The Pacific (TV-serie)
- 2010 – Inception
- 2010 – Megamind
- 2011 – Rango
- 2011 – Crysis 2 (dataspel, med Lorne Balfe)
- 2011 – Pirates of the Caribbean: I främmande farvatten
- 2011 – Kung Fu Panda 2
- 2011 – Sherlock Holmes: A Game of Shadows
- 2012 – Madagaskar 3
- 2012 – The Dark Knight Rises
- 2013 – The Bible (TV-serie)
- 2013 – Hansel & Gretel: Witch Hunters
- 2013 – Man of Steel
- 2013 – The Lone Ranger
- 2013 – 12 Years a Slave
- 2013 – Rush
- 2013 – Beyond: Two Souls (TV-spel)
- 2013 – Bibeln - som du aldrig sett den förut
- 2014 – Winter's Tale
- 2014 – Divergent
- 2014 – The Amazing Spider-Man 2 (Med The Magnificent Six)
- 2014 – Interstellar
- 2015 – Chappie
- 2015 – Freeheld
- 2016 – Kung Fu Panda 3
- 2016 – Batman v Superman: Dawn of Justice (Med Junkie XL)
- 2016 – Inferno
- 2016 – Dolda tillgångar (Med Pharrell Williams och Benjamin Wallfisch)
- 2017 – Dunkirk
- 2017 – Blade Runner 2049 (Med Benjamin Wallfisch)
- 2018 – Widows
- 2019 – X-Men: Dark Phoenix
- 2019 – Lejonkungen
- 2020 – Svampbob: Svamp på rymmen (Med Steve Mazzaro)
- 2020 – Wonder Woman 1984
- 2021 – Baby-bossen 2: Familjeföretaget (Med Steve Mazzaro)
- 2021 – Dune
- 2021 – No Time to Die
- 2022 – Top Gun: Maverick (Med Harold Faltermeyer och Lady Gaga)
- 2023 – The Creator
- 2024 – Dune: Part Two
- 2024 – Kung Fu Panda 4
- 2024 – Mufasa: Lejonkungen
- 2025 – F1